# 2-я танковая армия (СССР)
2-я танковая армия (сокр. 2 ТА) — оперативное общевойсковое формирование (объединение, танковая армия) в составе РККА периода Великой Отечественной войны.

## История

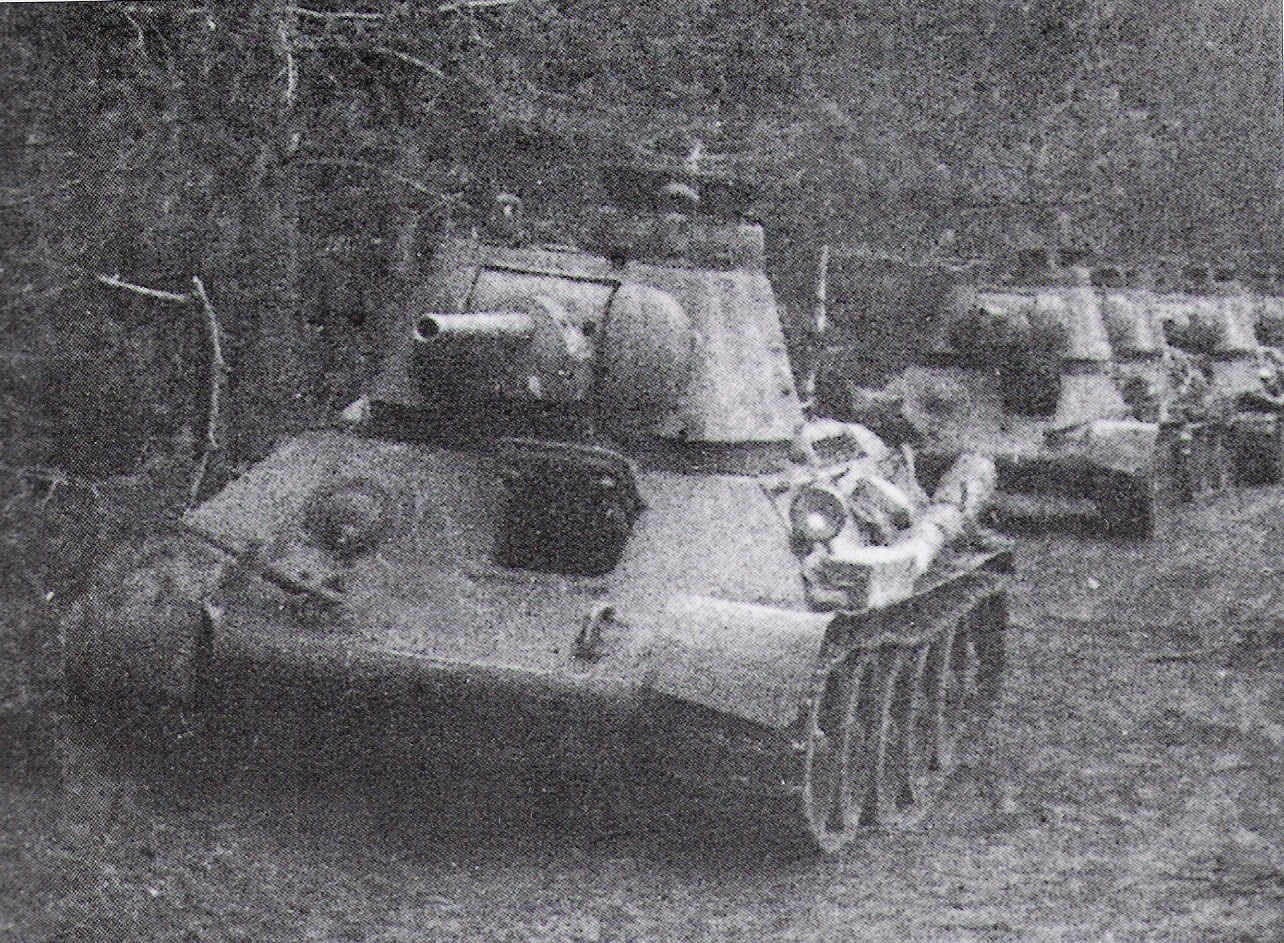
Колонна Т-34-76 выпуска 1943—1944 годов — основных танков 2-й танковой армии в 1943—1944 годах

2-я танковая армия была сформирована на базе 3-й резервной армии 15 января 1943 года на основании директивы Ставки ВГК № 46002 от 10 января 1943 года. Первоначально армия вошла в состав Брянского фронта.
12 февраля 1943 года 2-я танковая армия была переподчинена Центральному фронту, и перед ней была поставлена задача нанесения охватывающего удара по крупной группировке противника, действовавшей в районе Орёл — Кромы.
С февраля по март формирование принимало участие в Дмитриев-Севской наступательной операции на брянском направлении; с 5 июля по 23 августа — в Курской битве и с 26 августа по 3 сентября — в Черниговско-Припятской операции. 3 сентября 1943 года армия выведена в резерв Ставки Верховного главнокомандования, а 18 января 1944 года армия была включена в состав 1-го Украинского фронта. В его составе отражала контрудары противника на винницком направлении, а в феврале принимала участие в Корсунь-Шевченковской операции.
22 февраля объединение было переподчинено 2-му Украинскому фронту. Во время Уманско-Ботошанской операции армия во взаимодействии с 27-й армией завершила прорыв тактической зоны обороны противника и наряду с 5-й гвардейской танковой и 52-й армиями 10 марта освободила Умань. К концу операции армия вышла на подступы города Яссы.
13 июня 1944 г. армия была выведена в резерв Ставки ВГК, а 15 июня включена в состав 1-го Белорусского фронта; в это время она располагала 32 тысячами солдат и 425 танков и САУ.
Во время Люблин-Брестской операции формированием наряду с 8-й гвардейской армией 24 июля был занят Люблин и 25 июля — Демблин. К концу июля армия вышла к Праге (предместье Варшавы), где до 6 августа отражала контрудары противника — в этом сражении она потеряла 284 танка (по немецким данным — 337) и была выведена из боя и отправлена на пополнение и переформирование; 6 сентября 1944 года армия была выведена в резерв Ставки Верховного Главнокомандования, располагалась в районе Миньск-Мазовецки, 30 октября армия снова была включена в состав 1-го Белорусского фронта.
20 ноября 1944 года за мужество и героизм личного состава 2 ТА присвоено почётное звание — «Гвардейская», и она была преобразована во 2-ю гвардейскую танковую армию.

### Вышестоящие воинские части
- Брянский фронт (15.01.1943 — 14.02.1943)
- Центральный фронт (15.02.1943 — 02.09.1943)
- 1-й Украинский фронт (18.01.1944 — 21.02.1944)
- 2-й Украинский фронт (22.02.1944 — 12.06.1944)
- 1-й Белорусский фронт (15.06.1944 — 20.11.1944)

#### Подчиненные воинские части
- 9-й полк связи (15.01.1943 — 20.11.1944)
- Полевой армейский продовольственный склад 1223 (15.01.1943 — 20.11.1944)
- 11-й танковый корпус (15.01.1943 — 24.03.1943)
- корпусной подвижной госпиталь 180 (15.01.1943 — 20.11.1944)
- армейская мастерская по ремонту средств связи 3 (15.01.1943 — 20.11.1944)
- 115 отдельная рота охраны (15.01.1943 — 20.11.1944)
- отдельная стрелковая рота особого отдела НКВД (15.01.1943 — 26.08.1943)
- 97-й отдельный автомобильный взвод (15.01.1943 — 17.07.1943)
- Военно-торговая база (15.01.1943 — 02.09.1943)
- 16-й танковый корпус (16.01.1943 — 10.08.1943)
- 1-я отдельная штрафная рота (29.01.1943 — 31.03.1943)
- 6-я гвардейская стрелковая дивизия (01.02.1943 — 28.02.1943)
- 16-я стрелковая дивизия (01.02.1943 — 28.02.1943)
- Армейский запасный стрелковый полк (04.02.1943 — 11.03.1943)
- отдельный автотранспортный батальон (04.02.1943 — 03.05.1943)
- 60-я стрелковая дивизия (06.02.1943 — 22.03.1943)
- 194-я стрелковая дивизия (22.02.1943 — 30.03.1943)
- 112-я стрелковая дивизия (25.02.1943 — 07.03.1943)
- 11-я гвардейская танковая бригада (01.03.1943 — 17.03.1943, 30.03.1943 — 25.01.1944, 01.02.1944 — 13.02.1944, 05.03.1944 — 17.07.1944, 01.09.1944 — 19.10.1944)
- рота по сбору, эвакуации и ремонту трофейного автомобильного имущества (10.03.1943 — 12.05.1943)
- 227-й армейский запасный стрелковый полк (11.03.1943 — 20.11.1944)
- 220 отдельная автотранспортная рота подвоза горюче-смазочных материалов (20.03.1943 — 20.11.1944)
- 5-я отдельная штрафная рота (07.04.1943 — 29.04.1943)
- 79-я батарея (21.04.1943 — 20.11.1944)
- отдельная армейская авиационная эскадрилья связи (29.04.1943 — 28.06.1943)
- 3-й танковый корпус (30.04.1943 — 26.08.1943) (28.12.1943 — 12.01.1944, 22.02.1944 — 05.05.1944, 15.06.1944 — 26.06.1944, 06.09.1944 — 21.10.1944, 22.10.1944 — 19.11.1944)
- армейский батальон по сбору и вывозу трофейного имущества (05.05.1943 — 25.07.1943)
- рота по сбору и вывозу трофейного имущества (05.05.1943 — 01.07.1943)
- 19-й танковый корпус (06.07.1943 — 08.07.1943)
- 190-я отдельная автотранспортная рота (17.07.1943 — 04.08.1944)
- 9-й танковый корпус (01.08.1943 — 05.08.1943, 21.10.1944 — 20.11.1944)
- 7-й гвардейский механизированный корпус (14.08.1943 — 11.09.1943)
- 78-я отдельная стрелковая рота (26.08.1943 — 20.11.1944)
- 246-й отдельный запасной батальон (18.01.1944 — 20.11.1944)
- 29-й отдельный гвардейский танковый полк прорыва (01.03.1944 — 31.03.1944)
- 8-й гвардейский танковый корпус (10.05.1944 — 27.08.1944)
- 7-й гвардейский кавалерийский корпус (22.07.1944 — 28.07.1944)

#### Состав

##### По состоянию на 1 февраля 1943 года
6-я гвардейская стрелковая дивизия (1 гв.сд)
- 16-я стрелковая дивизия (16 сд)
- 16-й танковый корпус (16 тк):
  - 107-я танковая бригада (107 тбр)
  - 109-я танковая бригада (109 тбр)
  - 164-я танковая бригада (164 тбр)
  - 15-я мотострелковая бригада (15 мсбр)
- 51-й отдельный мотоциклетный батальон (51 омцб)
- 37-й гвардейский миномётный полк (37 гв.минп)
- 357-й отдельный инженерный батальон (357 оиб).

### По состоянию на 1 января 1944 года
(в резерве ставки Верховного Главнокомандования)
- 3-й танковый корпус
  - 50-я танковая бригада
  - 51-я танковая бригада
  - 103-я танковая бригада
  - 57-я мотострелковая бригада
  - 1540-й самоходный артиллерийский полк
  - 74-й мотоциклетный батальон
  - 881-й истребительно-противотанковый артиллерийский полк
  - 728-й отдельный истребительно-противотанковый дивизион
  - 234-й миномётный полк
  - 126-й гвардейский миномётный дивизион
  - 121-й зенитный артиллерийский полк
- 16-й танковый корпус
  - 107-я танковая бригада
  - 109-я танковая бригада
  - 164-я танковая бригада
  - 15-я мотострелковая бригада
  - 1441-й самоходный артиллерийский полк
  - 1542-й самоходный артиллерийский полк
  - 51-й мотоциклетный батальон
  - 298-й гвардейский истребительно-противотанковый артиллерийский полк
  - 729-й отдельный истребительно-противотанковый дивизион
  - 226-й миномётный полк
  - 89-й гвардейский миномётный дивизион
  - 1721-й зенитный артиллерийский полк
- 11-я гвардейская танковая бригада
- 86-й гвардейский миномётный полк реактивной артиллерии
- 87-й отдельный мотоциклетный батальон
- 357-й отдельный инженерный батальон

### По состоянию на 1 ноября 1944 года
(в составе 1-го Белорусского фронта)

| - 3-й танковый корпус - 50-я танковая бригада - 51-я танковая бригада - 103-я танковая бригада - 57-я мотострелковая бригада - 6-й гвардейский отдельный танковый полк - 341-й тяжёлый самоходный артиллерийский полк - 1107-й самоходный артиллерийский полк - 1219-й самоходный артиллерийский полк - 74-й мотоциклетный батальон - 1643-й лёгкий артиллерийский полк - 234-й миномётный полк - 126-й гвардейский миномётный дивизион - 121-й зенитный артиллерийский полк - 9-й танковый корпус - 23-я танковая бригада - 95-я танковая бригада - 108-я танковая бригада - 8-я мотострелковая бригада - 35-й гвардейский отдельный танковый полк - 1455-й самоходный артиллерийский полк - 1508-й самоходный артиллерийский полк - 90-й мотоциклетный батальон - 868-й лёгкий артиллерийский полк - 218-й миномётный полк - 286-й гвардейский миномётный дивизион - 216-й зенитный артиллерийский полк | - 1-й механизированный корпус - 19-я механизированная бригада - 35-я механизированная бригада - 37-я механизированная бригада - 219-я танковая бригада - 75-й самоходный артиллерийский полк - 1822-й самоходный артиллерийский полк - 347-й гвардейский тяжёлый самоходный артиллерийский полк - 57-й мотоциклетный батальон - 294-й миномётный полк - 41-й гвардейский миномётный дивизион - 1382-й зенитный артиллерийский полк - 198-я лёгкая артиллерийская бригада - 18-я моторизованная инженерная бригада - 5-й мотоциклетный полк - 86-й гвардейский миномётный полк - 87-й мотоциклетный батальон |

## Командование войсками армии

### Командующие армией
- генерал-лейтенант Романенко, Прокофий Логвинович (с 15 января по 12 февраля 1943 года);
- генерал-лейтенант танковых войск Родин, Алексей Григорьевич (с 12 февраля по 9 сентября 1943 года);
- генерал-лейтенант танковых войск, генерал-полковник танковых войск, Богданов, Семён Ильич (с 9 сентября 1943 по 23 июля 1944 года), ранен;
- генерал-майор Радзиевский, Алексей Иванович (с 23 июля по 20 ноября 1944) временно исполняющий обязанности.

### Члены Военного совета
- генерал-майор танковых войск Сосновиков, Владимир Васильевич (с 21 декабря 1942 по 10 июля 1943 года);
- генерал-майор танковых войск Латышев, Пётр Матвеевич (с 27 января 1943 по 20 ноября 1944 года).

### Начальники штаба армии
- генерал-майор Онуприенко, Дмитрий Платонович (с 15 января по 22 мая 1943 года);
- полковник, генерал-майор танковых войск Прейсман, Григорий Евсеевич (с 22 мая 1943 по 28 февраля 1944 года);
- генерал-майор т/в Павлов, Андрей Михайлович, (январь—февраль 1944)
- генерал-майор Радзиевский, Алексей Иванович (с 28 февраля по 20 ноября 1944 года).
- полковник с 23.07.1944 врид НШ Базанов, Илья Николаевич (с должности Начальник оперативного отдела (Второй заместитель начальника штаба))[5].

### Начальники артиллерии
- полковник, с 28.09.1943 генерал-майор Цикало, Михаил Пантелеевич (с января 1943 года по апрель 1944 года)

### Начальники политического отдела
- полковой комиссар, полковник Зеленков, Михаил Васильевич (с 25 декабря 1942 по 10 ноября 1943 года);
- полковник, генерал-майор танковых войск Матюшин, Николай Иванович (с 12 ноября 1943 по 27 октября 1944 года);
- полковник Литвяк, Михаил Моисеевич (с 27 октября по 20 ноября 1944 года).

## Отличившиеся воины
Данные о героях Советского Союза  3 тк, 9 тк, 16 тк, 8 гв.тк, 1 мк и 11 отдельной гв. тбр приведены в статьях Википедии об этих соединениях.
Управление армии.
- Богданов, Семён Ильич, генерал-лейтенант танковых войск, командующий армией.

13-я истребительно-противотанковая артиллерийская бригада:
- Даулитбеков, Амантай, старший сержант, командир орудия 1180-го истребительно-противотанкового артиллерийского полка. Звание присвоено посмертно.
- Потапов, Михаил Феофанович, капитан, командир батареи 1188-го истребительно-противотанкового артиллерийского полка. Звание присвоено посмертно.
- Уваров, Василий Тимофеевич, младший лейтенант, командир взвода 1180-го истребительно-противотанкового артиллерийского полка. Звание присвоено посмертно.

41-я Калинковичская истребительно-противотанковая артиллерийская бригада:
- Акперов, Газанфар Кулам оглы, старший сержант, командир расчёта орудия 1959-го истребительно-противотанкового артиллерийского полка. Звание присвоено посмертно.
- Бочкарёв, Пётр Васильевич, капитан, командир батареи 1959-го истребительно-противотанкового артиллерийского полка.